# Ionoscopiformes
Gli ionoscopiformi (Ionoscopiformes) sono un gruppo di pesci ossei estinti, appartenenti agli alecomorfi. Vissero tra il Triassico medio e il Cretaceo inferiore (circa 244 - 110 milioni di anni fa) e i loro resti fossili sono stati ritrovati in Europa, Asia, Nordamerica, Sudamerica e Africa.

## Descrizione
Gli ionoscopiformi solitamente possedevano corpi slanciati e potevano sfiorare il metro di lunghezza. Nonostante fossero molto simili agli amiiformi (rappresentati dall'attuale Amia calva), gli ionoscopiformi erano caratterizzati da un osso rostrale a forma di V, simile a un corno nella parte laterale. Era inoltre presente un particolare osso dermico ("osso dermosfenotico") posizionato in cima alla testa dietro le orbite, che formava parte della volta cranica. Una protuberanza di questo osso era parte del margine orbitale. La presenza di un altro osso ("osso supraotico") nella parte posteriore del cranio avvicinava questi pesci a numerosi rappresentanti estinti della sottoclasse Neopterygii. L'osso parietale era relativamente allungato, e gli occhi erano protetti da un anello sclerotico. Gli ionoscopiformi, inoltre, possedevano numerosi supraneuralia, ovvero parti delle vertebre posizionate sopra gli archi neurali.

## Classificazione
L'ordine Ionoscopiformes venne istituito nel 1998 da Grande e Bemis, per accogliere numerose forme fossili del Mesozoico, precedentemente attribuite agli amiiformi. Gli ionoscopiformi comprendono vari pesci dal corpo slanciato e dalle abitudini generalmente predatorie. Insieme agli amiiformi (attualmente rappresentati dalla sola Amia calva) e ai Parasemionotiformes, gli ionoscopiformi fanno parte degli alecomorfi (Halecomorphi), un gruppo di pesci molto vicini agli odierni Teleostei. 
Gli ionoscopiformi apparvero per la prima volta nel Triassico medio (Anisico, circa 244 milioni di anni fa) della Cina, con generi primitivi come Robustichthys, Subortichthys e Asialepidotus. Pochi milioni di anni dopo (Ladinico) si diffusero lungo le coste della Tetide, fino ad arrivare nei mari d'Europa (Heterolepidotus, Archaeosemionotus). Durante il Giurassico e il Cretaceo inferiore gli ionoscopiformi erano molto diffusi nelle lagune europee con generi come Ophiopsis, Ionoscopus, Furo, Sanctusichthys e Ophiopsiella. Nel corso del Cretaceo inferiore gli ionoscopiformi si diffusero anche nei mari delle Americhe, con generi come Oshunia, Teoichthys, Macrepistius, Placidichthys e Quetzalichthys. Nel giacimento di Pietraroja (Benevento) è stata rinvenuta una forma endemica, Italophiopsis, dalle caratteristiche intermedie tra Ophiopsis e Ionoscopus.

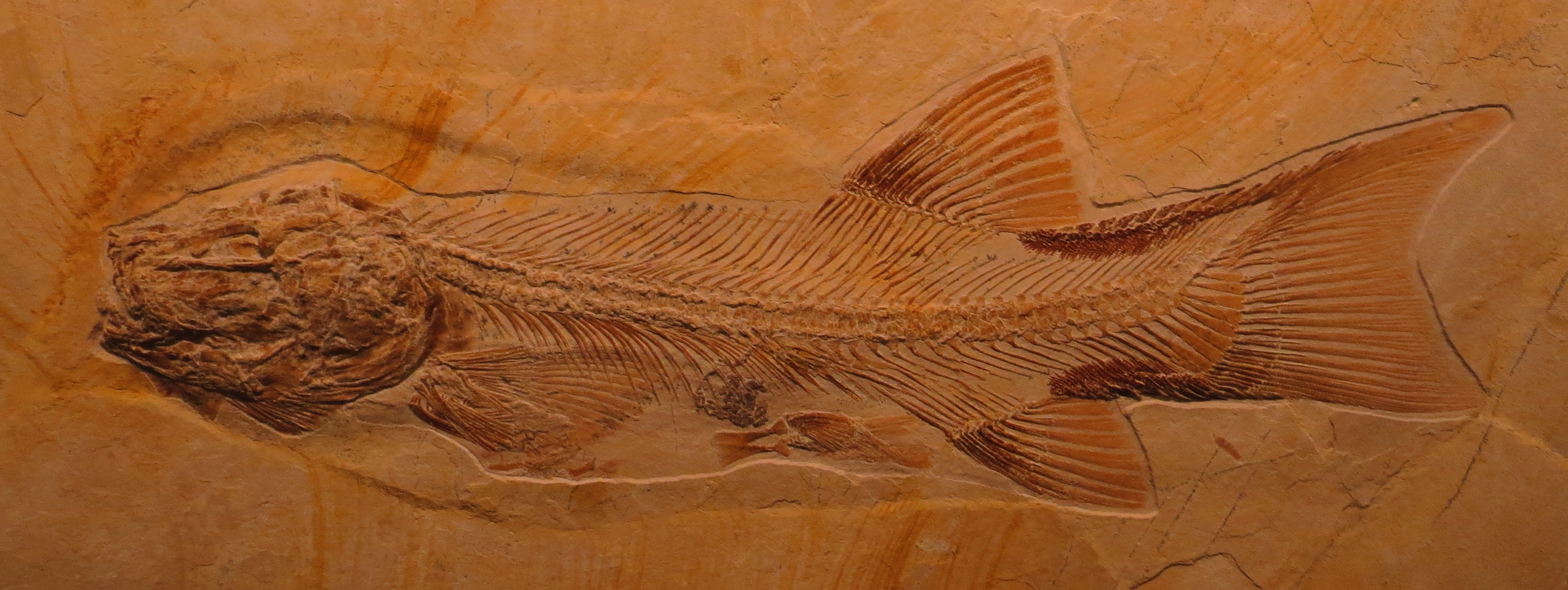
Ainia armata

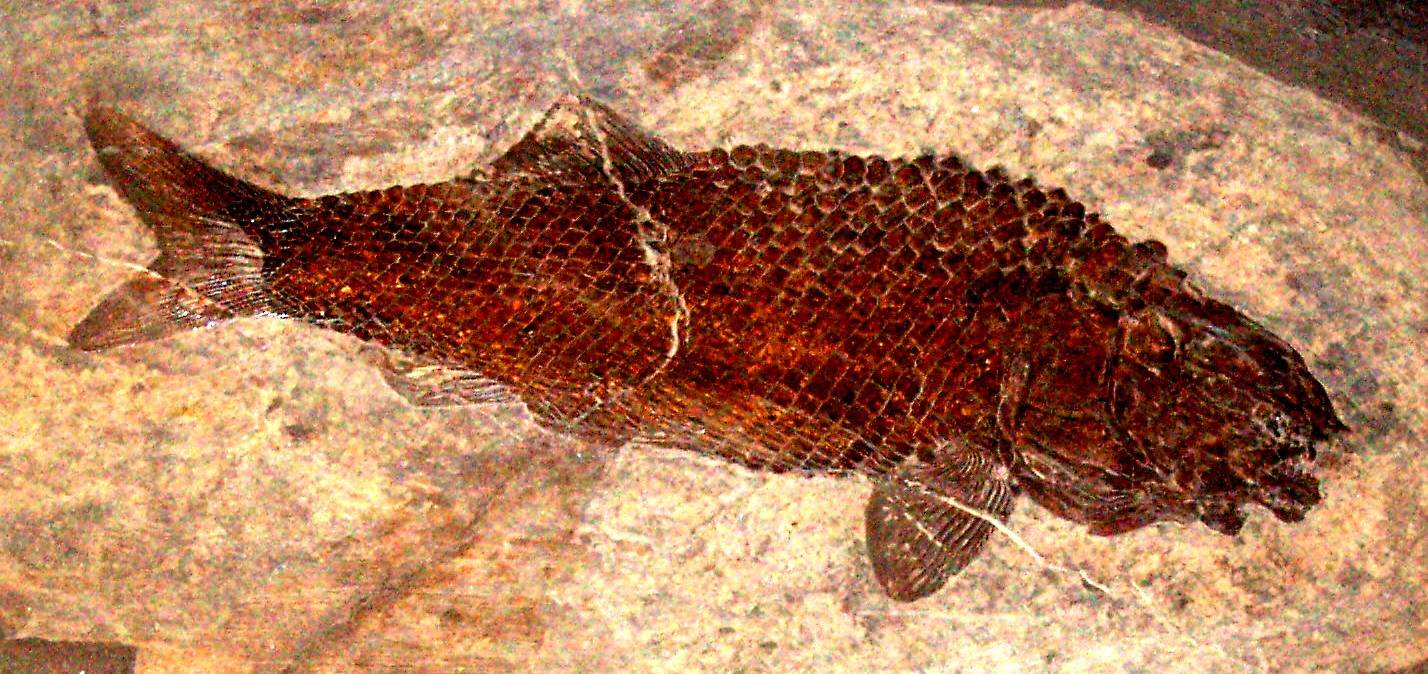
Heterolepidotus pectoralis

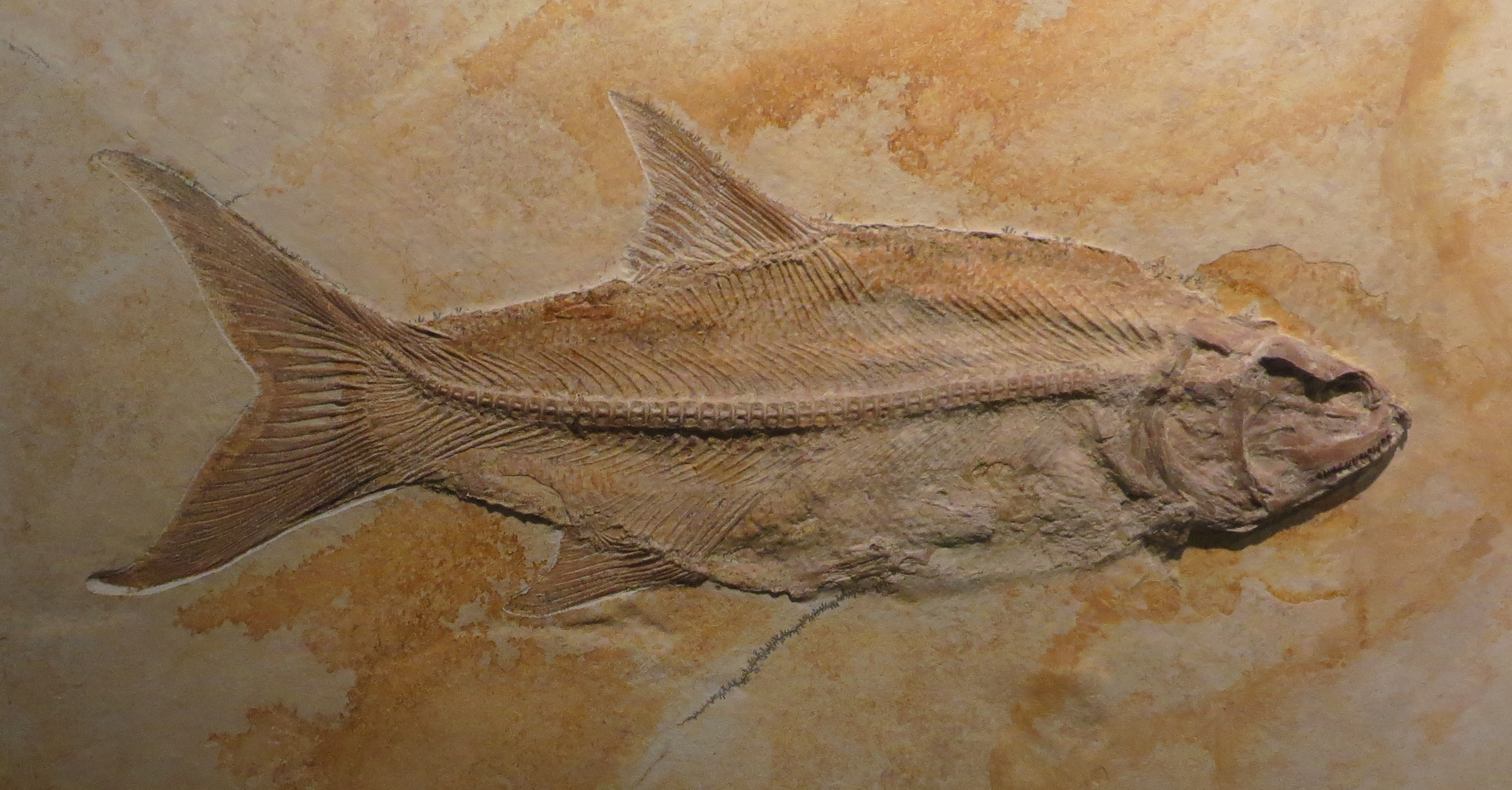
Ionoscopus cyprinoides

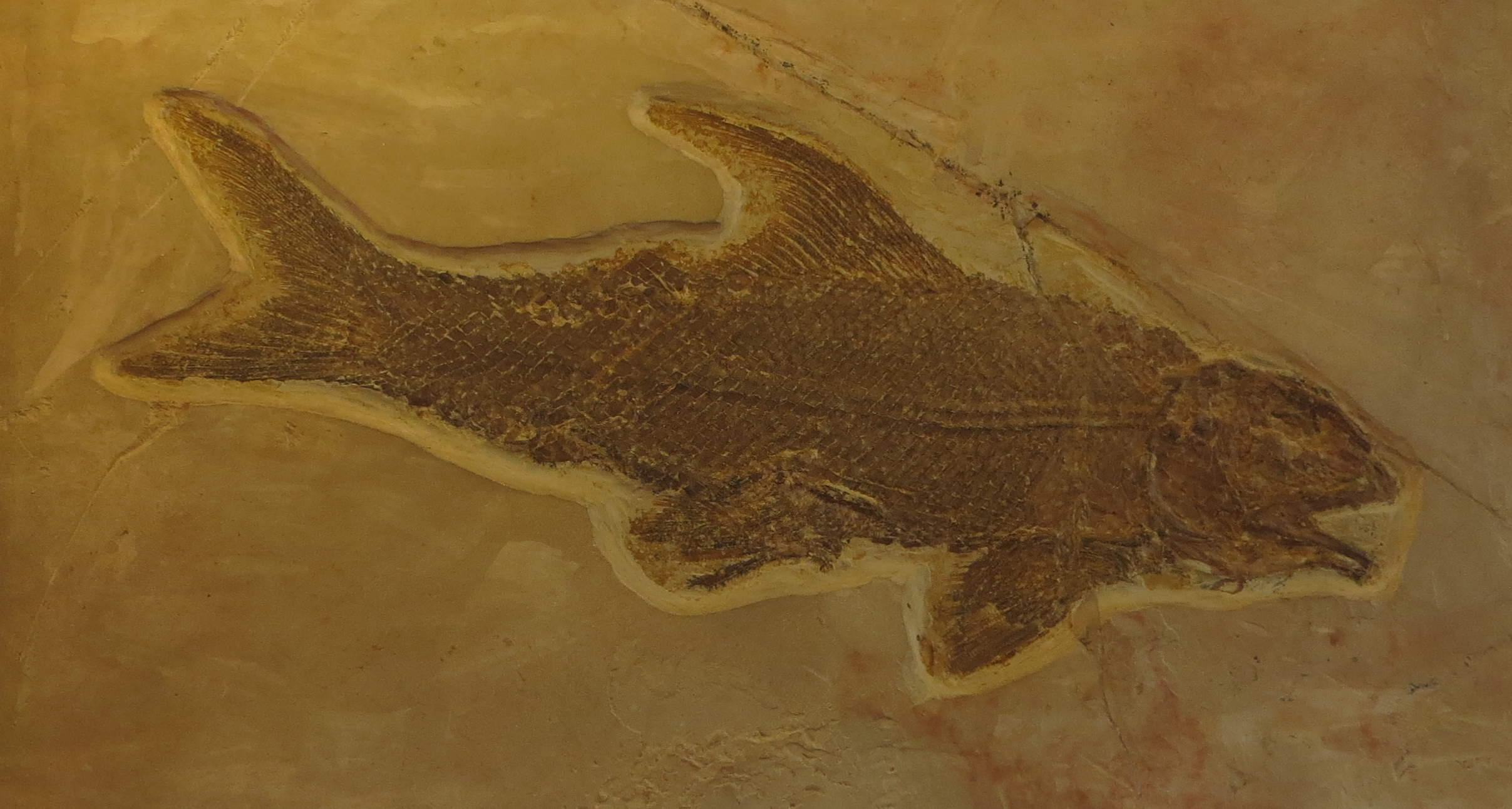
Ophiopsiella procera

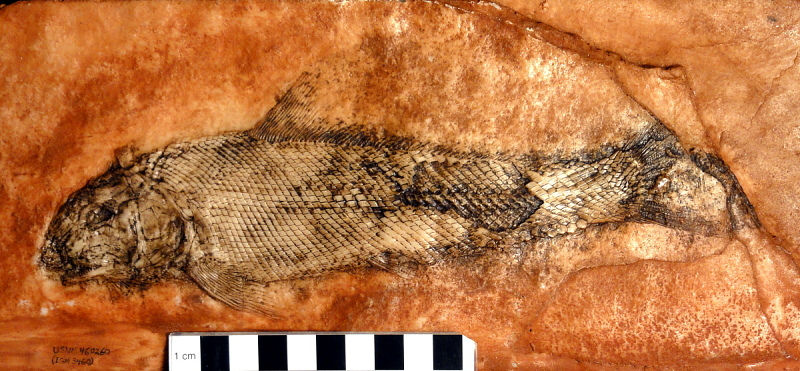
Teoichthys kallistos

- †Ionoscopiformes / Ophiopsiformes
  - Ainia
  - Altmuehlfuro
  - Archaeosemionotus
  - Asialepidotus?
  - Brachyichthys
  - Cerinichthys
  - Elongofuro
  - Furo
  - Heterolepidotus
  - Holzmadenfuro
  - Italophiopsis
  - Ohmdenfuro
  - Oligopleurus?
  - Panxianichthys?
  - Robustichthys?
  - Sanctusichthys
  - Schernfeldfuro
  - Subortichthys
  - Xingyia?
  - Zandtfuro
  - Ionoscopidae?	
    - Ionoscopus
    - Oshunia
    - Quetzalichthys
    - Spathiurus

  - Ophiopsidae / Ophiopsiellidae
    - Congophiopsis
    - Macrepistius?
    - Ophiopsis
    - Ophiopsiella
    - Placidichthys
    - Petalopteryx
    - Teoichthys